# خارج على القانون (فلم)
خارج على القانون هو فيلم جريمة مصري صدر سنة 2007، من إخراج أحمد نادر جلال، وتأليف بلال فضل، وإنتاج إسعاد يونس، ومن بطولة كريم عبد العزيز، ومايا نصري، وأحمد سعيد عبد الغني، وحسن حسني، ومحمود الجندي، وشيري عادل. تدور الأحداث حول شاب يشهد مقتل والده على يد الشرطة في طفولته، فيلجأ إلى تاجر مخدرات كبير يتبناه ويضمه إلى عالمه، ليكبر الشاب وُيصبح تاجرًا مطاردًا من الشرطة ومتصارعًا مع خصومه في السوق الإجرامي.

## القصة
يشهد الطفل عمر مشهدًا مأساويًا يظل محفورًا في ذاكرته للأبد، حين يرى والده، تاجر المخدرات، يُطلَق عليه النار رغم استسلامه للشرطة. بعد فقدان والده، يرفض عمر شفقة شريك والده المعلم سيد السويسي، ويصر على إعالة أمه وأشقائه بنفسه. وبحكم صغر سنه، يحتضنه السويسي ويضمه إلى عالمه المظلم، فينشأ عمر بين المال الحرام والأسرار القاتلة، متورطًا في شبكة مخدرات واسعة، يديرها السويسي في الظاهر كشركة ناجحة بمساعدة ابنه، وفي الخفاء بواسطة رجاله المخلصين، وعلى رأسهم عمر وشكري.
يشتد الصراع عندما يبدأ ضابط المباحث رشاد راغب بمحاولات حثيثة للإيقاع بالسويسي، فيلجأ إلى حيلة غير قانونية، حيث يلفق تهمة حيازة مخدرات لابنته ضحى. يتدخل عمر بدهاء وينقذها من التهمة، بعد أن ورط رشاد في فقدان حرز مخدرات يخص أحد المهربين المقبوض عليهم. هذه المواجهة تجعل رشاد يرى في عمر مفتاحًا للوصول إلى زعيم العصابة، فيخطط لاختراقه من الداخل عبر التلاعب بمشاعره، فيقوم باعتقال ابن شقيقته ويبتزه به مقابل التعاون.
وبين ضغوط الشرطة وولائه القديم للسويسي، يبدأ عمر بالتمايل فوق هاوية الأخلاق. يتظاهر بالتعاون، لكنه يبلغ سيد السويسي، الذي يأمره بقتل رشاد. في لحظة مواجهة الضمير، يتراجع عمر، ليجد نفسه معتقلًا بتهمة الشروع في قتل ضابط، ثم يتعاون فعليًا مع رشاد، الذي يسلمه هاتفًا خاصًا لمتابعة الاتصالات. ويتمادى رشاد في التلاعب، فيستخدم الصول عبد الحميد ليقنع عمر بأن السويسي هو قاتل والده، بعد أن تخلص من الضابط الذي كان متعاونًا مع الوكيل، ولفّق التهمة لسجين آخر.
ينقلب عمر على سيده القديم، ويبدأ بتنفيذ خطة محكمة لتدمير إمبراطوريته. ينسق مع أحد رجال العصابة لبيع المخدرات لحسابه، ويبلغ رشاد عن الوكر، لكن الأحداث تتعقد حين يكتشف شكري – عبر الهاتف المسروق من عمر – تعاون الأخير مع الشرطة، فيفضحه أمام السويسي. يحاول عمر أن يناور فيسلم ابن السويسي لرشاد، طمعًا في تحصيل مكاسب تفاوضية، لكن رشاد يخونه ويقتل صلاح، ملقيًا اللوم على عمر، لينشب صراع دموي بين المعلم القديم وتلميذه المتمرد.
يصل التوتر إلى ذروته، حين يتعرض عمر للخيانة من صديقه رضا، الذي يسلمه بدافع المال والتهديد، فتصل العصابة إلى مكان اختبائه. في لحظة مشابهة لمصير والده، يختار عمر المقاومة، ويقتل رجال السويسي واحدًا تلو الآخر. في مواجهة نهائية، يتأكد من أن السويسي هو قاتل والده، فيصفيه ويسلم نفسه للشرطة، منهياً بذلك حلقة العنف التي بدأت في طفولته، وكأن حياته كلها كانت طريقًا واحدًا نحو هذا الحسم الأخير.

## طاقم التمثيل
- كريم عبد العزيز بدور عمر علي الوكيل
- مايا نصري بدور هنا
- أحمد سعيد عبد الغني بدور الضابط رشاد غانم البنا
- حسن حسني  بدور سيد السويسي
- محمود الجندي بدور علي الوكيل
- شيري عادل بدور ضحى سيد السويسي
- إنعام سالوسة بدور والدة عمر
- سلوى محمد علي بدور أخت عمر
- فادي خفاجة بدور أحمد علي الوكيل
- هادي خفاجة بدور عمر علي الوكيل (طفلاً)
- ضياء عبد الخالق بدور رضا
- أحمد صيام بدور زوج أخت عمر
- محسن منصور بدور رجب حلومة
- عبد العزيز مخيون بدور الصول عبد الحميد/إمبابي/جنيدي
- سامي مغاوري بدور شوقي
- مجدي إدريس بدور ناصر
- عزت بدران بدور شكري المحامي
- هاني الصباغ بدور زميل الضابط رشاد
- محمد حمدي بدور صلاح سيد السويسي
- ثريا إبراهيم بدور جدة هنا

## وصلات خارجية
- مقالات تستعمل روابط فنية بلا صلة مع ويكي بيانات